# Henryk Kapiszewski (1859–1922)
Henryk Stefan Kapiszewski (ur. 1859, zm. 26 września 1922) – polski urzędnik sądowy, właściciel ziemski.

## Życiorys
Henryk Stefan Kapiszewski urodził się w 1859. Około 1886/1887 figurował jako zastępca burmistrza Brzozowa, Marcina Bąka. Od około 1887 był auskultantem w utworzonym w tym roku C.K. Sądzie Obwodowym w Sanoku. Od około 1889 był auskultantem w C.K. Sądzie Powiatowym w Brzozowie. Od około 1893 był adjunktem w C.K. Sądzie Powiatowym w Turce, od około 1894 był adjunktem w C.K. Sądzie Powiatowym w Niżankowicach, od około 1895 był adjunktem w C.K. Sądzie Powiatowym w Birczy. Od około 1898 był sekretarzem w C.K. Sądzie Powiatowym w Radziechowie. Od 1902 do około 1905 był radcą w C.K. Sądzie Powiatowym w Kulikowie. Od około 1907 był asesorem ze stanu kupieckiego do senatu dla spraw handlowych (z tytułem cesarskiego radcy) przy C.K. Sądzie Obwodowym w Sanoku, w tym podczas I wojny światowej do 1918.
Był członkiem dyrekcji Powiatowego Towarzystwa Zaliczkowego w Sanoku (w 1905 pierwszym i drugim dyrektorem). Był członkiem dyrekcji założonego w 1906 Towarzystwa Kredytowego „Wzajemna Pomoc” urzędników i sług cywilnych w Sanoku. Pełnił funkcję dyrektora Towarzystwa Kredytowego Urzędników i Sług Państwowych w Sanoku, wybrany w 1910. Był członkiem sanockiego gniazda Polskiego Towarzystwa Gimnastycznego „Sokół” (1906, 1912); w 1907 był zastępcą członków sądu honorowego. Do stycznia 1908 był zastępcą dyrektora zarządu „Towarzystwa kredytowego dla urzędników i sług państwowych dla budowy domów mieszkalnych członkom i dostarczania tymże członkom artykułów spożywczych” w Sanoku. W 1912 został członkiem rady zawiadowczej Akcyjnego Banku Związkowego dla Stowarzyszeń Zarobkowych i Gospodarczych we Lwowie. W 1912 był zastępcą delegata z powiatu Dobromil, Stanisława Dydyńskiego, na zjazd Galicyjskiego Towarzystwa Kredytowego Ziemskiego. Był członkiem Towarzystwa Upiększania Miasta Sanoka.

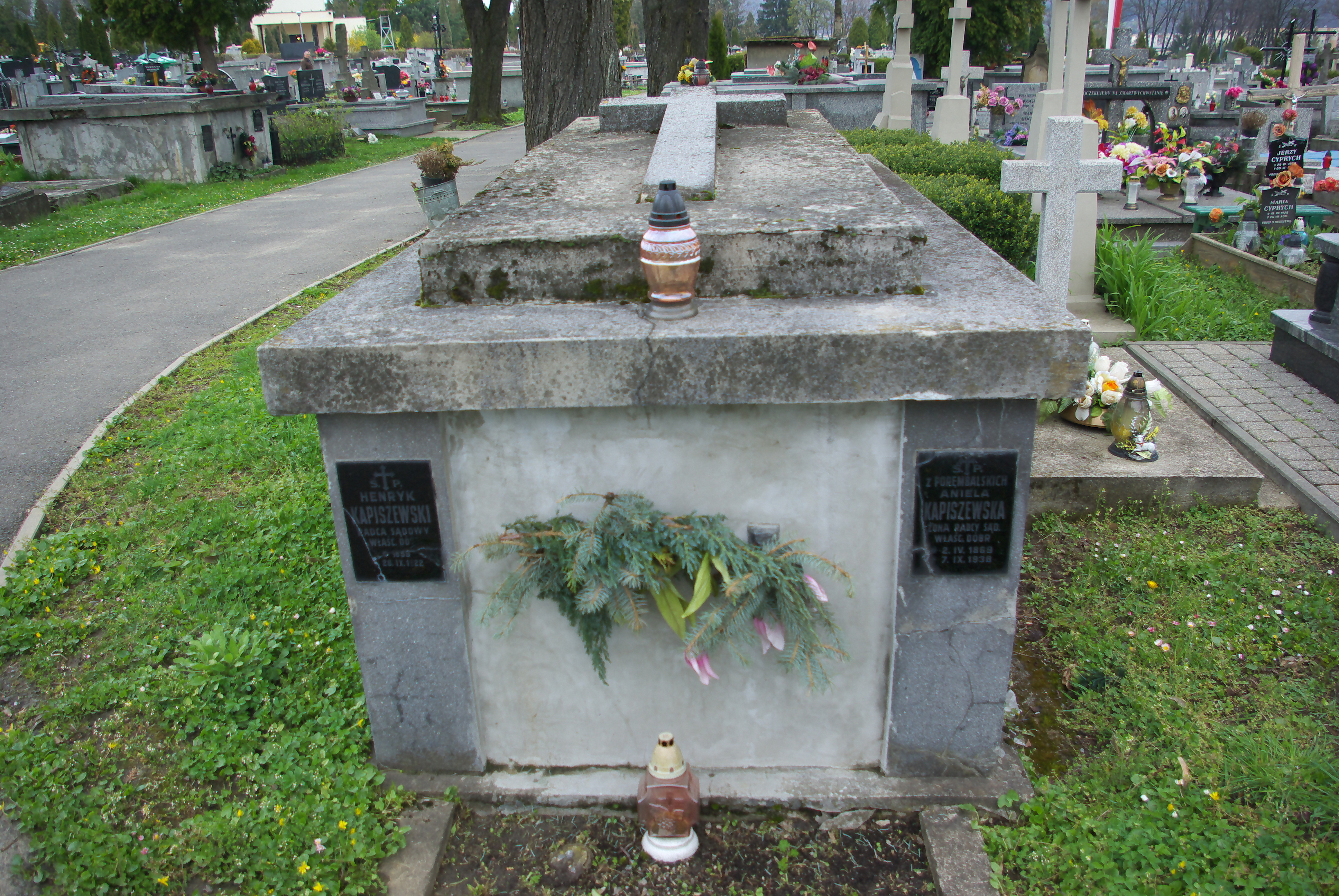
Grobowiec Henryka i Anieli Kapiszewskich w Sanoku

Jego żoną została Aniela Porembalska (1869–1938, córka Jana Porembalskiego, działaczka Towarzystwa św. Wincentego à Paulo w Sanoku), która w 1892 odziedziczyła po ojcu Janie herbu Sas i bracie Jerzym dobra Kotów i Rudawka, a następnie wniosła jako wiano do ślubu z Henrykiem Kapiszewskim. Tym samym został ich właścicielem. Dzierżawcą tych ziem był następnie Wilhelm Kühne.
Henryk i Aniela Kapiszewscy zostali pochowani w grobowcu rodzinnym na cmentarzu przy ul. Rymanowskiej w Sanoku. Ich dziećmi byli: Anna Henryka (ur. 1892, od początku 1912 zamężna z Janem Nowakiem, synem Stanisława, właściciela dóbr w Olchowcach pod Sanokiem; jej córka Barbara została żoną Edwarda Łabno a syn Leszek ożenił się z Jadwigą Niewola-Staszkowską), Józef Henryk Stanisław (ur. 1893 w Birczy, zm. 1974 w Gdańsku).